# دهه ۲۰۰۰ در جامعه‌شناسی
در دهه ۲۰۰۰ در جامعه‌شناسی (به انگلیسی: 2000s in sociology) رویدادهای زیر رخ داد:

## ۲۰۰۰
- از زیگمونت باومن کتاب  مدرنیته سیال منتشر شد.
- از موریس برمن کتاب گرگ و میش فرهنگ آمریکایی منتشر شد.
- از هاریت بردلی کتاب نابرابری‌های اجتماعی: کنار آمدن با پیچیدگی منتشر شد.
- از آنتونی گیدنز کتاب دنیای فراری منتشر شد.
- از آنتونی گیدنز کتاب راه سوم و منتقدان آن منتشر شد.
- از استوارت هال کتاب پرسش چند فرهنگی منتشر شد.
- از بهیخو پرخ کتاب گزارش کمیسیون آینده بریتانیای چند قومیتی منتشر شد.
- از رابرت پاتنم کتاب بولینگ تنها: فروپاشی و احیای جامعه آمریکایی منتشر شد.
- از دایان ریچاردسون کتاب بازاندیشی در مورد جنسیت منتشر شد.
- از جان سولوموس و لس بک کتاب نظریه‌های نژاد و نژادپرستی؛ یک خواننده منتشر شد.
- از آنتونی ویدلر کتاب فضاهای پیچ خورده منتشر شد.
- از مالکوم واترز کتاب نابرابری بعد از طبقه منتشر شد.
- از لیندا وودهد و پل هیلاس کتاب مذهب در دوران مدرن (ویرایش) منتشر شد.

## ۲۰۰۱
- از ژان بودریار کتاب روح تروریسم منتشر شد.
- از ریمون بودون کتاب منشأ ارزش‌ها: جامعه‌شناسی و فلسفه باورها منتشر شد.
- از استن کوهن کتاب وضعیت‌های انکار: دانستن درباره خشونت‌ها و رنج‌ها منتشر شد.
- از رندی دیوید کتاب تاملاتی در مورد جامعه‌شناسی و جامعه فیلیپین توسط انتشارات دانشگاه فیلیپین منتشر شد.
- از جی دمراث کتاب گذر از خدایان: ادیان جهانی و سیاست جهانی منتشر شد.
- از دیوید فریزبی کتاب منظره‌های شهر مدرنیته: کاوش‌های انتقادی منتشر شد.
- از جان تامپسون کتاب رسوایی سیاسی: قدرت و دیده شدن در عصر رسانه منتشر شد.
- داگلاس میسی رئیس انجمن جامعه‌شناسی آمریکا شد.

## ۲۰۰۲
- از گارگی باتاچاریا کتاب جنسیت و جامعه منتشر شد.
- از گریس دیوی کتاب اروپا: مورد استثنایی منتشر شد.
- از کلایو امسلی کتاب تاریخچه جرم و موسسات کنترل جرم منتشر شد.
- از ایان هکینگ کتاب هستی‌شناسی تاریخی منتشر شد.
- از استوی جکسون و سو اسکات کتاب جنسیت: خواننده جامعه‌شناختی منتشر شد.
- از مایک مگوایر کتاب آمار جنایت: انفجار داده‌ها و پیامدهای آن منتشر شد.
- از دیوید نلکن کتاب جنایت یقه سفید منتشر شد.
- باربارا اف. رسکین رئیس انجمن جامعه‌شناسی آمریکا شد.

### درگذشتگان
- ۲۳ ژانویه - پیر بوردیو
- ۹ اگوست - پیتر نویل
- ۲ اکتبر - هاینز فون فورستر

## ۲۰۰۳
- از استیو بروس کتاب سیاست و دین منتشر شد.
- از رندی دیوید کتاب ملت، خود و شهروندی: دعوت به جامعه‌شناسی فیلیپین منتشر شد و برنده جایزه ملی کتاب گردید.
- از دیوید داونز و پل راک کتاب درک انحراف: راهنمای جامعه‌شناسی جرم و قانون‌شکنی منتشر شد.
- از استیون گلدبرگ کتاب محبوبیت‌ها و مغالطه‌ها در علوم اجتماعی منتشر شد.
- از چارلز موری کتاب دستاورد انسانی: تعالی در هنرها و علوم، ۸۰۰ پ.م. تا ۱۹۵۰ منتشر شد.

### درگذشتگان
- ۳ اکتبر - نیل پستمن

## ۲۰۰۴
- از ایمون کارابین کتاب جرم‌شناسی منتشر شد.
- از کالین کراوچ کتاب پسا دموکراسی منتشر شد.
- از پل گیلروی کتاب پس از امپراتوری: مالیخولیا یا فرهنگ زنده ماندن منتشر شد.
- از دیوید گودهارت کتاب ناراحتی غریبه‌ها منتشر شد.
- از جورج ریتزر کتاب جهانی شدن یا هیچ منتشر شد.
- از مویسس اسپریتو سانتو کتاب پنج هزار سال فرهنگ در غرب - اتنو - تاریخ دین عامه در منطقه استرمادوراً منتشر شد.

## ۲۰۰۵
- از کالین کراوچ کتاب تنوع و تغییر سرمایه‌داری: حکومت نوترکیب و کارآفرینان نهادی منتشر شد.
- از لیو شیائوبو کتاب آینده چین آزاد در زندگی ما توسط بنیاد اصلاحات کار منتشر شد.
- از مایکل مان کتاب سمت تاریک دموکراسی در توضیح پاکسازی قومی منتشر شد.
- از جان تامپسون کتاب کتاب‌ها در عصر دیجیتال: دگرگونی انتشارات دانشگاهی و آموزش عالی در بریتانیا و ایالات متحده منتشر شد.
- از ویویانا زلیزر کتاب خرید صمیمیت منتشر شد.

### سالگردها
- پنجاهمین سالگرد «سنت لیبرال در آمریکا» لوئیس هارتز، اولین بار در سال ۱۹۵۵ منتشر شد.[۱]

### درگذشتگان
- ۲۳ آوریل: آندره گوندر فرانک

## ۲۰۰۶
- از موریس برمن کتاب عصر تاریک آمریکا منتشر شد.
- از جف دنچا، کیت گاورون و مایکل یانگ کتاب پایان شرقی جدید: خویشاوندی، نژاد و تضاد منتشر شد.
- از هاروی فرگوسن کتاب جامعه‌شناسی پدیدارشناسی: بینش و تجربه در جامعه مدرن منتشر شد.
- از سرژ لاتوش کتاب چگونه یاد بگیریم کمتر بخواهیم؟ کره زمین پایین رفت منتشر شد.
- از ریچارد سنت کتاب فرهنگ سرمایه‌داری جدید منتشر شد.
- از ویلیام اوتویت کتاب آینده جامعه منتشر شد.

## ۲۰۰۷
- از آر. باروز، ام. ساویج کتاب بحران آینده جامعه‌شناسی تجربی منتشر شد.
- فرانسیس فاکس پیون رئیس انجمن جامعه‌شناسی آمریکا شد.

## ۲۰۰۸
- آرنه ال. کالبرگ رئیس انجمن جامعه‌شناسی آمریکا شد.

## ۲۰۰۹
- پاتریشیا هیل کالینز صدمین رئیس انجمن جامعه‌شناسی آمریکا شد.